# بداغ محله
بداغ محله، روستایی از توابعشهرستان رضوانشهر در استان گیلان ایران است.

## جمعیت
این روستا در دهستان اسالم قرار دارد و براساس سرشماری مرکز آمار ایران در سال ۱۳۸۵، جمعیت آن ۵۷۰ نفر (۱۳۰خانوار) بوده‌است.